# Брюи, Пётр
Пётр Брюи (фр. Pierre de Bruys, лат. Petrus Brusius) — французский еретик XII века, основатель учения петробрузианцев.
Ересиарх римско-католической церкви, критиковавший крещение младенцев, выступал против возведения церквей и почитание креста, отрицал действенность молитвы за умерших. Информация о нём известна из двух сохранившихся источников: Петра Достопочтенного и Пьера Абеляра.

## Биография
Родился предположительно в Брюи, на юго-востоке Франции. Данных о ранних годах жизни нет. Будучи священником, предположительно между 1117 и 1120 годами начал проповедовать своё учение в Дофине и Провансе. Несмотря на репрессии местных епископов, учение Петра Брюи нашло сторонников в Нарбоне, Тулузе и в Гаскони.
Выступая, в частности, против крестов, сжигал их. Погиб, сжигая кресты в коммуне Сен-Жиль, когда возмущённое местное население бросило его самого в огонь.
После смерти его учение продолжил распространять Генрих Лозаннский, так что Римско-католическая церковь ещё не раз осуждала это учение, в частности, в 1139 году на Втором Латеранском соборе.